# Ангола на летних Олимпийских играх 2016
Ангола на летних Олимпийских играх 2016 года была представлена 25 спортсменами, выступавших в 7 видах спорта. На церемонии открытия Игр право нести национальный флаг было доверено гандболистке Луизе Киале, а на церемонии закрытия её подруге по сборной голкиперу Криштине Бранку. По итогам соревнований сборная Анголы, принимавшая участие в своих девятых летних Олимпийских играх, вновь осталась без медалей.

## Состав сборной
Академическая гребля
1. Андре Матьяш
2. Жан-Люк Расамоэлина

 Гандбол
1. Тереза Альмейда
2. Нейде Барбоза
3. Наталия Бернарду
4. Кристина Бранку
5. Лилиана Венансиу
6. Изабель Джало
7. Вута Домбаксе
8. Магда Казанга
9. Азенайде Карлуш
10. Альбертина Кассома
11. Луиза Кьяла
12. Жулиана Машаду
13. Лурдеш Монтейру
14. Вильма Ненганга
15. Жанет душ Сантуш

 Дзюдо
1. Антония Морейра

 Лёгкая атлетика
1. Эрменежильду Лейте
2. Лилиана Нету

 Парусный спорт
1. Пайшан Афонсу
2. Мануэль Лелу
3. Матиаш Монтинью

 Плавание
1. Педру Пинотиш
2. Ана Нобрега

 Стрельба
1. Жуан Паулу де Силва

## Результаты соревнований

### Академическая гребля
В следующий раунд из каждого заезда проходят несколько лучших экипажей (в зависимости от дисциплины). В утешительный заезд попадают спортсмены, выбывшие в предварительном раунде. В финал A выходят 6 сильнейших экипажей, остальные разыгрывают места в утешительных финалах B-F.
Первоначально ангольский экипаж в двойке парной в лёгком весе не смог отобраться на Игры, став вторым по итогам африканской квалификации. Однако по правилам FISA по итогам континентальных соревнований путёвку на Игры от одной страны может получить только один мужской экипаж, то НОК Египта, который выиграл соревнования и в M1x, и в LM2x, принял решение в пользу мужской одиночки.
Мужчины
| Соревнование              | Спортсмены                       | Предварительный заезд | Предварительный заезд | Предварительный заезд | Отборочный заезд | Отборочный заезд | Отборочный заезд | Четвертьфинал | Четвертьфинал | Четвертьфинал | Полуфинал     | Полуфинал     | Полуфинал     | Финал | Финал | Итоговое место |
| Соревнование              | Спортсмены                       | Заезд                 | Время                 | Место                 | Заезд            | Время            | Место            | Заезд         | Время         | Место         | Заезд         | Время         | Место         | Время | Место | Итоговое место |
| ------------------------- | -------------------------------- | --------------------- | --------------------- | --------------------- | ---------------- | ---------------- | ---------------- | ------------- | ------------- | ------------- | ------------- | ------------- | ------------- | ----- | ----- | -------------- |
| двойки парные, лёгкий вес | Андре Матьяш Жан-Люк Расамоэлина | 3                     | 6:58,93               | 5                     | 1                | 7:29,73          | 6                | не проводится | не проводится | не проводится | Полуфинал C/D | Полуфинал C/D | Полуфинал C/D | Финал | Финал |                |
| двойки парные, лёгкий вес | Андре Матьяш Жан-Люк Расамоэлина | 3                     | 6:58,93               | 5                     | 1                | 7:29,73          | 6                | не проводится | не проводится | не проводится |               |               |               |       |       |                |

### Водные виды спорта

#### Плавание
В следующий раунд на каждой дистанции проходят спортсмены, показавшие лучший результат, независимо от места, занятого в своём заплыве.
Мужчины
| Дистанция                        | Спортсмены    | Предварительный раунд | Предварительный раунд | Предварительный раунд | Полуфинал     | Полуфинал     | Полуфинал     | Финал                | Финал                |
| Дистанция                        | Спортсмены    | Заплыв                | Результат             | Место                 | Заплыв        | Результат     | Место         | Результат            | Место                |
| -------------------------------- | ------------- | --------------------- | --------------------- | --------------------- | ------------- | ------------- | ------------- | -------------------- | -------------------- |
| 400 метров комплексным плаванием | Педру Пинотиш | 1                     | 4:25,84               | 25                    | Не проводится | Не проводится | Не проводится | Завершил выступление | Завершил выступление |

Женщины
| Дистанция                 | Спортсмены  | Предварительный раунд | Предварительный раунд | Предварительный раунд | Полуфинал             | Полуфинал             | Полуфинал             | Финал                 | Финал                 |
| Дистанция                 | Спортсмены  | Заплыв                | Результат             | Место                 | Заплыв                | Результат             | Место                 | Результат             | Место                 |
| ------------------------- | ----------- | --------------------- | --------------------- | --------------------- | --------------------- | --------------------- | --------------------- | --------------------- | --------------------- |
| 100 метров вольным стилем | Ана Нобрега | 1                     | 59,23                 | 40                    | завершила выступление | завершила выступление | завершила выступление | завершила выступление | завершила выступление |

### Гандбол

#### Женщины
Женская сборная Анголы квалифицировалась на Игры, одержав победу на африканском квалификационном турнире.
Состав
| Номер         | Имя     | Дата рождения | Рост, см | Вес, кг | Клуб    | Игры    | Голы    |
| Вратари       | Вратари | Вратари       | Вратари  | Вратари | Вратари | Вратари | Вратари |
| ------------- | ------- | ------------- | -------- | ------- | ------- | ------- | ------- |
|               |         |               |          |         |         |         |         |
| Крайние       |         |               |          |         |         |         |         |
|               |         |               |          |         |         |         |         |
| Разыгрывающие |         |               |          |         |         |         |         |
|               |         |               |          |         |         |         |         |
| Полусредние   |         |               |          |         |         |         |         |
|               |         |               |          |         |         |         |         |
| Линейные      |         |               |          |         |         |         |         |
|               |         |               |          |         |         |         |         |

| Имя | Гражданство | Дата рождения |
| --- | ----------- | ------------- |
|     |             |               |

Результаты
Групповой этап (Группа A)
| Место | Команда    | И | В | Н | П | ГЗ  | ГП  | +/- | Очки |
| ----- | ---------- | - | - | - | - | --- | --- | --- | ---- |
| 1     | Бразилия   | 5 | 4 | 0 | 1 | 138 | 117 | +21 | 8    |
| 2     | Норвегия   | 5 | 4 | 0 | 1 | 141 | 121 | +20 | 8    |
| 3     | Испания    | 5 | 3 | 0 | 2 | 125 | 116 | +9  | 6    |
| 4     | Ангола     | 5 | 2 | 0 | 3 | 116 | 128 | -12 | 4    |
| 5     | Румыния    | 5 | 2 | 0 | 3 | 108 | 119 | -11 | 4    |
| 6     | Черногория | 5 | 0 | 0 | 5 | 107 | 134 | -27 | 0    |

| 2016-08-06 19:50 UTC-3 | Румыния         | 19:23             | Ангола          | Арена ду Футуру, Рио-де-Жанейро Зрителей: 4465 Судьи: Ку Бонок, Ли Сок (KOR) |
| 2016-08-06 19:50 UTC-3 | Кристина Нягу 8 | (9:11)            | 5 Изабель Гиало | Арена ду Футуру, Рио-де-Жанейро Зрителей: 4465 Судьи: Ку Бонок, Ли Сок (KOR) |
| 2016-08-06 19:50 UTC-3 | 2×              | Статистика, Отчёт | 5× 3×           | Арена ду Футуру, Рио-де-Жанейро Зрителей: 4465 Судьи: Ку Бонок, Ли Сок (KOR) |

| 2016-08-08 21:50 UTC-3 | Ангола          | 27:25             | Черногория           | Арена ду Футуру, Рио-де-Жанейро Зрителей: 5975 Судьи: Алпаидзе, Берёзкина (RUS) |
| 2016-08-08 21:50 UTC-3 | Изабель Гиало 7 | (12:12)           | 9 Катарина Булатович | Арена ду Футуру, Рио-де-Жанейро Зрителей: 5975 Судьи: Алпаидзе, Берёзкина (RUS) |
| 2016-08-08 21:50 UTC-3 | 8× 2× 1×        | Статистика, Отчёт | 4× 2×                | Арена ду Футуру, Рио-де-Жанейро Зрителей: 5975 Судьи: Алпаидзе, Берёзкина (RUS) |

| 2016-08-10 16:40 UTC-3 | Норвегия      | 30:20             | Ангола            | Арена ду Футуру, Рио-де-Жанейро Зрителей: 6332 Судьи: Ш. Бонавентура, Ж. Бонавентура (FRA) |
| 2016-08-10 16:40 UTC-3 | Нора Мёрк — 8 | (16:8)            | 8 — Изабель Гиало | Арена ду Футуру, Рио-де-Жанейро Зрителей: 6332 Судьи: Ш. Бонавентура, Ж. Бонавентура (FRA) |
| 2016-08-10 16:40 UTC-3 | 3× 2×         | Статистика, Отчёт | 4× 2× 1×          | Арена ду Футуру, Рио-де-Жанейро Зрителей: 6332 Судьи: Ш. Бонавентура, Ж. Бонавентура (FRA) |

| 2016-08-12 09:30 UTC-3 | Ангола  | 24-28 | Бразилия | Фьючер Арена, Рио-де-Жанейро |
| 2016-08-12 09:30 UTC-3 | (13-13) |       |          | Фьючер Арена, Рио-де-Жанейро |
| 2016-08-12 09:30 UTC-3 |         |       |          | Фьючер Арена, Рио-де-Жанейро |

| 2016-08-14 19:50 UTC-3 | Испания | 26-22 | Ангола | Фьючер Арена, Рио-де-Жанейро |
| 2016-08-14 19:50 UTC-3 | (13-12) |       |        | Фьючер Арена, Рио-де-Жанейро |
| 2016-08-14 19:50 UTC-3 |         |       |        | Фьючер Арена, Рио-де-Жанейро |

Четвертьфинал:
16 августа 2016 года 20:30 UTC-3 Россия  −  Ангола 31-27 (18-14) Фьючер Арена, Рио-де-Жанейро

### Дзюдо
Соревнования по дзюдо проводились по системе с выбыванием. В утешительные раунды попадали спортсмены, проигравшие полуфиналистам турнира. Два спортсмена, одержавших победу в утешительном раунде, в поединке за бронзу сражались с дзюдоистами, проигравшими в полуфинале.
Женщины
| Категория | Спортсмены      | 1/16 финала              | 1/8 финала                 | Четвертьфинал         | Полуфинал             | Финал                 | Место |
| Категория | Спортсмены      | Соперник Результат       | Соперник Результат         | Соперник Результат    | Соперник Результат    | Соперник Результат    | Место |
| --------- | --------------- | ------------------------ | -------------------------- | --------------------- | --------------------- | --------------------- | ----- |
| до 70 кг  | Антония Морейра | VENЭ. Родригес В 100:000 | GERЛ. Варгас-Кох П 000:100 | завершила выступление | завершила выступление | завершила выступление | 9     |

### Лёгкая атлетика
Мужчины
Беговые дисциплины
| Дисциплина        | Спортсмен          | Предварительный раунд | Предварительный раунд | Предварительный раунд | Четвертьфиналы | Четвертьфиналы | Четвертьфиналы | Полуфиналы | Полуфиналы | Полуфиналы | Финал | Финал |
| Дисциплина        | Спортсмен          | Забег                 | Время                 | Место                 | Забег          | Время          | Место          | Забег      | Время      | Место      | Время | Место |
| ----------------- | ------------------ | --------------------- | --------------------- | --------------------- | -------------- | -------------- | -------------- | ---------- | ---------- | ---------- | ----- | ----- |
| бег на 100 метров | Эрменежильду Лейте |                       |                       |                       |                |                |                |            |            |            |       |       |

Женщины
Беговые дисциплины
| Дисциплина        | Спортсмен    | Предварительный раунд | Предварительный раунд | Предварительный раунд | Четвертьфиналы | Четвертьфиналы | Четвертьфиналы | Полуфиналы | Полуфиналы | Полуфиналы | Финал | Финал |
| Дисциплина        | Спортсмен    | Забег                 | Время                 | Место                 | Забег          | Время          | Место          | Забег      | Время      | Место      | Время | Место |
| ----------------- | ------------ | --------------------- | --------------------- | --------------------- | -------------- | -------------- | -------------- | ---------- | ---------- | ---------- | ----- | ----- |
| бег на 100 метров | Лилиана Нету |                       |                       |                       |                |                |                |            |            |            |       |       |

### Парусный спорт
Соревнования по парусному спорту в каждом из классов состояли из 10 или 12 гонок. Каждую гонку спортсмены начинали с общего старта. Победителем становился экипаж, первым пересекший финишную черту. Количество очков, идущих в общий зачёт, соответствовало занятому командой месту. 10 лучших экипажей по результатам 10 заплывов попадали в медальную гонку, результаты которой также шли в общий зачёт. В медальной гонке, очки, полученные экипажем удваивались. В случае если участник соревнований не смог завершить гонку ему начислялось количество очков, равное количеству участников плюс один. При итоговом подсчёте очков не учитывался худший результат, показанный экипажем в одной из гонок. Сборная, набравшая наименьшее количество очков, становится олимпийским чемпионом.
Мужчины
| Класс | Спортсмены                    | Гонка | Гонка | Гонка  | Гонка  | Гонка  | Гонка | Гонка | Гонка | Гонка | Гонка | Гонка         | Гонка         | Гонка          | Очки | Место |
| Класс | Спортсмены                    | 1     | 2     | 3      | 4      | 5      | 6     | 7     | 8     | 9     | 10    | 11            | 12            | M              | Очки | Место |
| ----- | ----------------------------- | ----- | ----- | ------ | ------ | ------ | ----- | ----- | ----- | ----- | ----- | ------------- | ------------- | -------------- | ---- | ----- |
| Лазер | Мануэль Лелу                  | 44    | 43    | 45     | 45     | 47 DNF | 43    | 43    | 38    | 46    | 43    | не проводится | не проводится | не участвовал  | 390  | 46    |
| 470   | Матиаш Монтинью Пайшан Афонсу | 25    | 26    | 27 DNF | 27 DNF | 26     | 23    | 26    | 26    | 26    | 24    | не проводится | не проводится | не участвовали | 229  | 26    |

### Стрельба
В январе 2013 года международная федерация спортивной стрельбы приняла новые правила проведения соревнований на 2013—2016 года, которые, в частности, изменили порядок проведения финалов. Во многих дисциплинах спортсмены, прошедшие в финал, теперь начинают решающий раунд без очков, набранных в квалификации, а финал проходит по системе с выбыванием. Также в финалах после каждого раунда стрельбы из дальнейшей борьбы выбывает спортсмен с наименьшим количеством баллов. В скоростном пистолете решающие поединки проходят по системе попал-промах. В стендовой стрельбе добавился полуфинальный раунд, где определяются по два участника финального матча и поединка за третье место..
Мужчины
| Соревнование | Спортсмены          | Квалификация | Квалификация | Полуфинал            | Полуфинал            | Финал                | Финал                |
| Соревнование | Спортсмены          | Результат    | Место        | Результат            | Место                | Соперник/ Результат  | Место                |
| ------------ | ------------------- | ------------ | ------------ | -------------------- | -------------------- | -------------------- | -------------------- |
| трап         | Жуан Паулу де Силва | 98           | 33           | завершил выступление | завершил выступление | завершил выступление | завершил выступление |